# 奥兹 (伊泽尔省)
奥兹（法語：Oz）是法国伊泽尔省的一个市镇，位于该省东部，属于格勒诺布尔区。该市镇总面积16.81平方公里，2009年时的人口为219人。
韦尔内水库位于奥兹西侧

## 人口
奥兹人口变化图示